# Dorfkirche Gerwisch

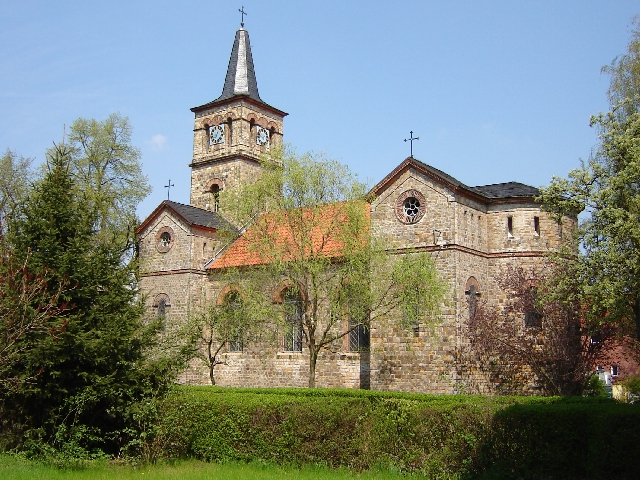
Dorfkirche Gerwisch – Südseite

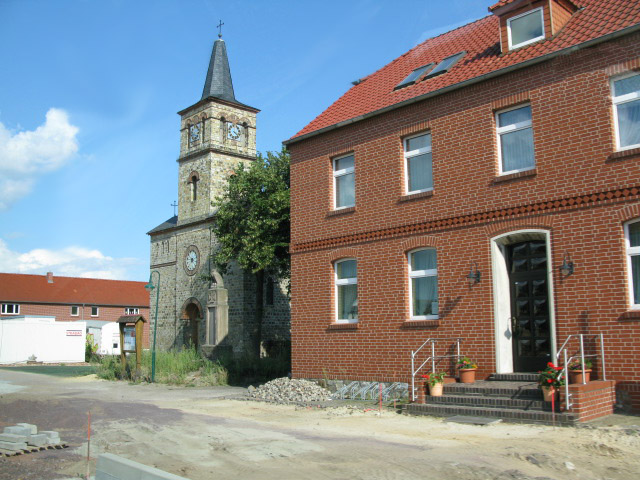
Dorfkirche links im Bild

Die Dorfkirche Gerwisch ist die evangelische Kirche des Dorfes Gerwisch in Sachsen-Anhalt.

## Geschichte und Architektur
Die mittelalterliche Kirche zu Gerwisch ging zusammen mit dem Ort beim Brand von 1825 unter. 1837 wurde die Königliche Technische Ober-Bau-Deputation Berlin, die zu dieser Zeit unter der Leitung von Karl Friedrich Schinkel stand, mit der Planung für eine neue Kirche beauftragt. Mit dem Bau wurde an einem neuen Standort 1840 auf einem Grundstück an der Hauptstraße Breiter Weg begonnen. Innerhalb eines Jahres entstand ein klassizistischer Saalbau mit einem quadratischen Westturm und einer halbrunden geschlossenen Apsis. Der Turm wurde mit einem achteckigen, etwas hinter die Breite des Turmmauerung zurückspringendem Helm versehen, während das Hausteinmauerwerk der Kirche mit Gliederungselementen aus rotem Backstein verziert wurde. An der Nord- und Südseite des Kirchenschiffs befinden sich Querriegel, deren Höhe der des Schiffs entspricht. In ihrer Gestaltung insbesondere bezüglich der Querriegel ähnelt die Kirche der Dorfkirche von Warnau (Havel) bei Havelberg, die zur gleichen Zeit entstand. Mit den Querriegeln sollte die Formgebung romanischer Klosterkirchen, für die Westriegel und Querhaus typisch waren. aufgenommen werden. Die Giebel der Riegel sind jeweils mit einem kleinen runden Fenster, einem Oculus gestaltet. An der Apsis und den Seiten der Riegel befinden sich in Höhe der Oculi, dem Attikageschoss Blendschlitze. Die Fenster im Kirchenschiff und in der Apsis sind als Rundbögen gestaltet. Die Bogenfelder über den Fenstern sind durch Profile besonders hervorgehoben.
Gerwisch ist heute keine eigenständige Pfarrgemeinde mehr, das zuständige Pfarramt befindet sich in Lostau.

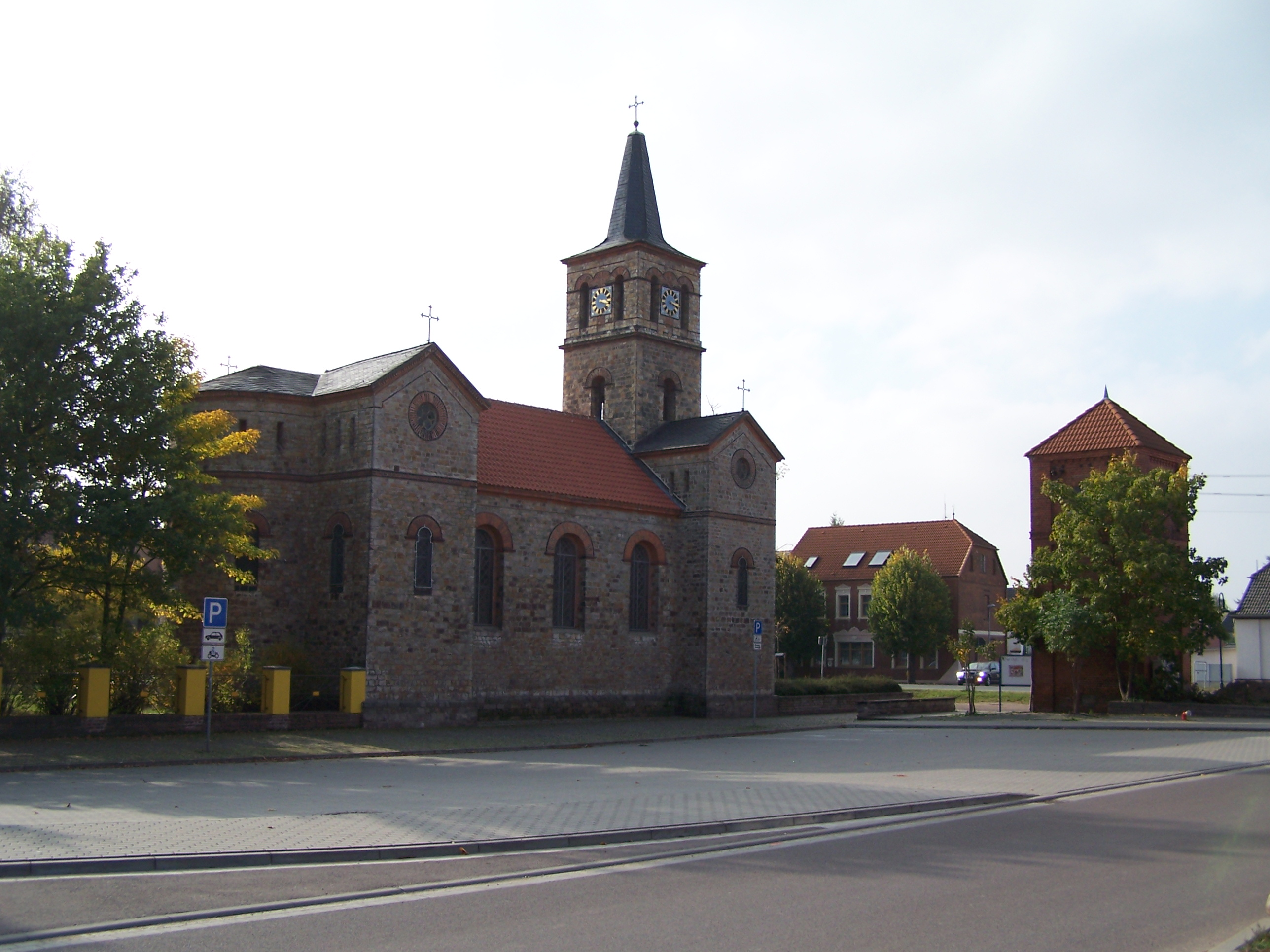
Ansicht von der Straße

## Innengestaltung
Die Ausstattung der Kirche ist schlicht und stammt zum Teil noch aus der Bauzeit. Der verbretterte Dachstuhl ist zum Kirchenschiff hin offen, der Chor wird von einem Tonnengewölbe bedeckt. An der Westseite des Kirchenschiffs befindet sich eine Empore. Diese wurde beim Einbau der Orgel verbreitert. Der ursprünglich von der südlichen Sakristei zum Kirchenschiff führende Aufgang zur Kanzel wurde zugemauert.